# Битва при Харлоу
Би́тва при Ха́рлоу (англ. Battle of Harlaw, гэльск. Cath Ghairbhich) — сражение, произошедшее 24 июля 1411 года между горскими кланами Шотландии и силами королевской власти, стремившейся установить контроль над шотландским высокогорьем.

## Военные действия перед сражением
В период правления в Шотландии Роберта Стюарта, герцога Олбани начинается процесс проникновения центральной власти в шотландское высокогорье, гэльский регион, где традиционно господствовали клановая система и патриархальный строй. После смерти графа Росса в 1402 году развернулась борьба за его графство между герцогом Олбани и Дональдом Макдональдом, лордом Островов, крупнейшим магнатом горной части Шотландии. Герцог Олбани пытался убедить вдову графа Росса выйти замуж за его сына Джона, графа Бьюкена. В ответ Дональд Макдональд во главе войска горских кланов вторгся в Росс и захватил королевскую крепость Инвернесс. Затем армия горцев двинулась на восток, к Абердину. Но в 20 милях от Абердина путь войскам Макдональда преградили отряды Александра Стюарта, графа Мара, племянника герцога Олбани.

## Ход битвы
24 июля 1411 года у местечка Харлоу состоялось кровопролитное сражение двух культур — горцев, опирающихся на кельтские традиции и использующих гэльский язык, и шотландцев равнинной части страны, тесно вовлечённых в систему государственной власти и говорящих на шотландском языке. Источники разнятся в описании хода битвы. По всей видимости, перевес всё-таки был на стороне Макдональда, однако колоссальные потери с обеих сторон так обескровили противников, что обе армии были вынуждены отступить. Отходом горцев воспользовался герцог Олбани, который немедленно установил контроль центральной власти над Россом.

## Значение сражения при Харлоу
Битва при Харлоу показала временное равновесие двух культур в Шотландии: ни горцы, ни королевская власть не смогли добиться победы. Впервые со времен раннего Средневековья шотландские горцы имели реальный шанс изменить историю страны, усилить в ней кельтскую составляющую и повысить роль горных регионов в общественной и политической жизни Шотландии. Однако победа не досталась ни одной из сторон и, в принципе, направление развития страны осталось неизменным. Как одно из последствий битвы следует также отметить рост антагонизма между «дикими» горцами и «цивилизованными» шотландцами, особенно проявившийся в период правления короля Якова I.
В память сражения была создана поэма «Битва при Харлоу», чрезвычайно популярная в средневековой Шотландии.

## В культуре
Битва при Харлоу описывается в рассказе «Мечи Харлоу» российского писателя Иоганна Милтона.